# Хлоропрен
Хлоропрен (хлорбутадиен, 2-хлор-1,3-бутадиен), СН2=ССl-СН=СН2 — бесцветная жидкость, tкип 59,4 °C. Сырье для получения хлоропреновых каучуков. Его полимер известен под названием неопрен (торговая марка компании Дюпон)

## Получение
Начиная с 60-х годов XX века хлоропрен получают из ацетилена через винилацетилен.
Позднее большее распространение получило получение хлоропрена из бутадиена.
Хлоропрен производится из 1,3-бутадиена в три этапа: (I) хлорирование, (II) изомеризация части потока продукта, и (III) дегидрохлорирование 3,4-дихлор-1-бутена.
Хлор добавляется к 1,3-бутадиену с получением смеси из 3,4-дихлор-1-бутена и 2,3-дихлор-2-бутена. 2,3-хлор-изомер затем изомеризуется в 3,4 изомер, который в свою очередь смешивается с базой для инициации  дегидрохлорирования в 2-хлорбута-1,3-диен. Это дегидрогалогенирование влечёт за собой потерю атома водорода в положении 3 и атом хлора в положении 4, образуя двойную связь между атомами углерода 3 и 4. Главной примесью в хлоропрене, полученным таким образом, является 1-хлорбута-1,3-диен, который обычно отделяют перегонкой.

## Токсическое действие
Поступает в организм в основном через органы дыхания. Оказывает раздражающее действие на слизистые оболочки глаз и верхних дыхательных путей, обладает наркотическими и токсическими свойствами, вызывает кожные заболевания и трофические нарушения; характерно выпадение волос.

### Симптомы

#### Острое отравление
Раздражение слизистых оболочек глаз и верхних дыхательных путей, При более длительном воздействии появляются сильная головная боль, головокружение, тошнота, рвота, могут быть циркуляторные расстройства (тахикардия, бледность и похолодание конечностей), вплоть до коллапса. В крови - умеренная лейкопении с относительной лимфопенией, позже - лимфоцитоз. В последующем наблюдается выпадение волос на голове, бровях, на лобке, в подмышечных впадинах. Последствием отравления может быть длительное невротическое состояние.

#### Хроническое отравление
В начальной стадии — жалобы на головную боль, раздражительность, общую слабость, быструю утомляемость, нарушение сна, отсутствие аппетита, облысение, импотенцию и др. Объективно обнаруживается неврастенический синдром, сопровождающийся характерными вегетативными расстройствами (сосудистая гипотония, тенденция к брадикардии, потливость, цианоз конечностей), миокардиодистрофия, явления коронарного ангионевроза. Желудочно-кишечные расстройства (тошнота, изжога, поносы или запоры, повышение или понижение кислотности желудочного сока); увеличение и болезненность печени, риниты, ринофарингиты.
При более тяжёлых формах интоксикации появляются жалобы на судороги в мышцах, в частности подергивание мышц челюстей, наступающее чаще после длительного разговора или после еды, эпилептиформные припадки. Объективно — признаки энцефалопатии, астенический синдром; возможны токсические гепатиты, нефрозонефрит. В крови — анемия, ретикулоцитоз, увеличение числа базофильно-зернистых эритроцитов, лимфоцитоз. Часто — дерматиты, экземы. Имеются указания на нарушения специфических функций женского организма.

## Охрана труда
Смесь с воздухом взрывоопасна при концентрации от 1,9 до 11,3%. Мгновенно-опасная концентрация 10,86 мг/м³. 
По российским гигиеническим нормативам ПДК 2-Хлорбута-1,3-диена (β-Хлоропрена) в воздухе рабочей зоны равна 2 мг/м3 (максимально разовая), класс опасности 3. А пороговая концентрация, при которой люди с нормальным обонянием могут обнаружить это вещество, может быть 2 мг/м3. Международная организация труда предупреждает, что превышение ПДК хлоропрена не может быть надёжно обнаружено по запаху. 
Хлоропрен может попадать в организм через кожу. При длительном действии в невысокой концентрации вызывает поражение печени, центральной нервной системы, негативно влияет на способность к размножению.